# Na (cognome)
Na (나, 라?, 羅, 蘿, 邏, 那?) è un cognome di lingua coreana.

## Possibili trascrizioni
La, Lah, Law, Nah, Ra, Rah, Rha.

## Origine e diffusione
Il cognome Na o Ra deriva dal cognome cinese Luo, scritto come 羅. In cantonese il cognome è tipicamente romanizzato come Lo o Law. Altre possibili romanizzazioni includono Nah, La, Lah, Rha, Rah e Law.
La variante hanja 那 deriva dal toponimo cinese Na, riferito ad un piccolo Stato esistito durante la dinastia Zhou.
Il clan Naju Na (나주 나씨?, 羅州 羅氏?) è stato fondato da Na Bu (나부 羅富), un nativo cinese che viaggiò in Corea durante il periodo Goryeo. Il bon-gwan del clan si trova a Naju, nel Jeolla Meridionale, dove Na Bu si stabilì dopo essere arrivato in Corea. Secondo una ricerca del 2000, c'erano 108.139 membri del clan Naju Na. Membri degni di nota includono Na Kyung-won, Na Moon-hee, Ra Jong-yil, Rha Woong-bae, Na Woon-gyu e Na Hye-seok.
Si tratta del 42º cognome per diffusione in Corea secondo i dati del Korean National Statistics Office del 2015. Nel Paese è portato da circa 161015 persone.

## Persone
- Na Hong-jin (1974) – regista e sceneggiatore sudcoreano
- Na Jeong-seon (1941) – ex cestista e allenatrice di pallacanestro sudcoreana
- Na Ree (1985) – modella sudcoreana